# Baccharis tarmensis
Baccharis tarmensis là một loài thực vật có hoa trong họ Cúc. Loài này được Cuatrec. mô tả khoa học đầu tiên năm 1967.